# Landjäger
Un Landjäger è un insaccato affumicato e seccato all'aria preparato con carne salmistrata di manzo o suino, sale, lardo, cotenna, vino rosso, zucchero e diverse spezie. 

## Preparazione
L'impasto composto di tali ingredienti viene insaccato in un involucro di budello animale, pressato per assumere la tipica forma rettangolare e infine affumicato e seccato.

## Diffusione
È un tipico alimento delle merende contadine nei territori della Germania meridionale, dell'Austria, della Svizzera e dell'Alsazia.
L'etimologia della parola è rintracciabile nel tedesco alemanno lang tige (letteralmente "affumicato a lungo"), da cui è derivato il termine Landjäger (letteralmente "gendarme"). Tale evoluzione è ascrivibile ad una paretimologia fondata sul raffronto tra la rigidità del salume e del corpo poliziesco. Nella lingua francese il termine gendarme può riferirsi a salumi venduti a coppie, richiamando l'abitudine dei gendarmi di presidiare il territorio due a due.